# Cantabrum
El cántabro (del latín cantabrum, y este del celta cant-abr) es el nombre dado por Roma al estandarte que empleaban los cántabros para facilitar las tácticas guerreras de la caballería.
Tras las guerras cántabras y el sometimiento de los cántabros por Roma (19 a. C.), las legiones romanas adoptaron el cantabrum como era habitual hacer con la simbología de los pueblos conquistados en señal de victoria. Estos estandartes serían en adelante portados por los llamados cantabrarii o cantabrarios de la caballería romana.
Minucio Félix y Tertuliano, ambos escritores cristianos del siglo III, se refieren en uno de sus escritos a los cantabra como «velos que son las vestiduras sagradas de las cruces»:

Así también, en los cantabra y en los vexilia, que defiende la milicia con no menor devoción, aquellos velos son las vestiduras sagradas de las cruces.
Tertulianus, Ad Nationes, I, 12.

La religión de los romanos venera todos los signa militares, jura por ellos, los antepone a todos los dioses. Todas las imágenes colocadas en los signa son los collares de las cruces; las telas de los vexilla y de los cantabra son las vestiduras (stolae) de las cruces. Alabo [vuestro] celo: no quisísteis adorar a cruces desaliñadas y desnudas.
Tertulianus, Apologetycum, Pars IV, Capitulum XVI, 8.

Además ni rogamos ni veneramos a las cruces. Vosotros ciertamente, que divinizáis a dioses de madera, quizá adoráis cruces de madera como parte de vuestros dioses. Pues tanto los mismos signa, como los cantabra, como los vexilla de los campamentos, ¿qué otra cosa son sino cruces enriquecidas y adornadas?
M. Minutius Felix, Octavius, XXIX].

El emperador Teodosio II, 400 años después de las guerras cántabras, aún denomina a su abanderado el cantabrarius o cantabrario.
Existe en la actualidad una interpretación contemporánea del cantabrum conocida como lábaro cántabro, reconocida por el Parlamento de Cantabria como símbolo representativo e identitario del pueblo cántabro y los valores que representa.